# Lorenz Möller (Theologe)
Lorenz Möller, auch latinisiert Laurentius Molitor (* in Dorpat; † vermutlich 1571 in Reval) war ein deutschbaltischer evangelisch-lutherischer Theologe und Pädagoge.

## Leben
Über Möllers Herkunft und Jugend ist so gut wie nichts bekannt. Er immatrikulierte sich im Juni 1541 an der Universität Rostock und ging im Juni 1545 an die Universität Wittenberg. Hier graduierte er als Magister.
1557 ernannte ihn der Lübecker Rat als Nachfolger von Petrus Vincentius zum Rektor des Katharineums. Am 20. November 1559 schrieb er einen erhaltenen Empfehlungsbrief an Philipp Melanchthon für Nicolaus Balhorn, vermutlich Sohn von Johann Balhorn dem Älteren, der zum Studium nach Wittenberg ging. Aus dem Jahr 1560 ist ein Brief von ihm an den Ordensmeister Gotthard Kettler erhalten. Darin berichtet er von astrologischen Berechnungen und legt für einen Verwandten, der auf verbotener Schifffahrt nach Russland Schaden erlitten hatte, Fürsprache ein.
1559 gab er aus dem Nachlass von Hermann Bonnus das lateinische Chorbuch Hymni et Sequentiae heraus, das 77 lateinische Hymnen und Sequenzen für den Schulgebrauch enthält, teilweise von Bonnus im Sinne der Reformation bearbeitet. Die Schüler des Katharineums waren seit der Gründung 1531 zum liturgischen Chorgesang in den Hauptkirchen der Stadt verpflichtet.
Möller trat nach einigen Jahren zurück, vermutlich im Zusammenhang mit den theologischen Auseinandersetzungen um die Lübecker Konsensusformel 1560/61, in der die Theologie der Gnesiolutheraner dominierte und in deren Folge er als Schüler Melanchthons der Gefahr ausgesetzt war, als Philippist und Kryptocalvinist angegriffen zu werden. Schon in seinem Brief an Melanchthon vom November 1559 „ist er über die Zwietracht der Lutheraner erschüttert“ und berichtet von törichten Angriffen. Wahrscheinlich hatte Möller mit dafür gesorgt, dass Melanchthons an Friedrich III. (Pfalz) gerichtetes letztes Gutachten Iudicium de controversia Coenae Domini gleich nach Erscheinen 1560 auch in Lübeck, und zwar bei Balhorn, gedruckt wurde.
Sein weiterer Lebensweg ist unklar. Leonid Arbusow meinte, er sei Sekretär von Gotthard Kettler und fürstlich kurländischer Rat geworden. Dies beruht jedoch auf einer Verwechslung mit dem Chronisten Lorenz Müller (* um 1540 in Lünen; † 1598 in Burtneck).
Wahrscheinlicher ist, dass er der Lorenz Möller ist, der ab 1564 als Pastor am Dom zu Reval bezeugt und vor dem November 1571 verstorben ist.
Der spätere Lübecker Ratsherr und Bürgermeister Lorenz Möller war sein Sohn.